# Invader Zim
Az Invader Zim (tükörfordításban:  „Betolakodó Zim") egy amerikai rajzfilmsorozat, amelyet Jhonen Vasquez készített. 

## Cselekmény
A rajzfilm a földönkívüli Irken lényről Zim-ről szól. Az Irkens (magyar fordításban kb. "Irkiek") egy, a magasságuk alapján szociális hierarchiában élő faj. 2 vezetőjük az azonos magasságú  Almighty Tallest Red és Purple (Leghatalmasabb Mindenható Piros és Lila).  Zim a száműzetéséből menekülve szeretne részt venni az Operation Impending Doom 2 (közelgő végzet hadművelet)-ben. A hadművelet lényege több bolygó meghódítása, viszont mivel Zim az 1. hadművelet alatt majdnem megölte az egész fajt, a többiek nem kedvelik. Zim könyörgésére, és hogy lerázzák őt, az Almighty Tallest elküldi őt egy véletlenszerű "titkos bolygóra" a Földre. A beszélgetést lehallgatja a Földön élő Dib nevű paranormális tevékenységeket hajhászó gyerek. Zim kap maga mellé egy hibás robot társat GIR-t.  
A Földön Zim házat épít, majd iskolába jár. Az iskolában Dib egyből felismeri hogy földönkívüli, innentől esküdt ellenségek. Zim megfigyeli az emberek gyengeségeit és erősségeit, és próbája hol elpusztítani, hol megmenteni őket. 

## Szereplők
Zim
Zim a kissé ügyetlen földönkívüli Irken, nem fél másokban kárt okozni. Nagyon naív és büszke népére. Öntelt, viszont nagyon türelmes. 
GIR
Zim nem túl okos robottársa. Habár a legtöbb gondot ő okozza, mégis kitartanak egymás mellett. Általában ügyetlen, és nem figyel, viszont nagyon ritkán DUTY módba kapcsol. Ilyenkor a szeme vörös lesz, és jelentősen megkomolyodik. 
Dib
Dib a paranormális jelenségek megszállottja. Egyből felismerte hogy Zim, nem ember, viszont soha nem hisz neki senki. Visszatérő gag a nagy feje, amiről gyakran tesznek megjegyzést.
Gaz
Dib lánytestvére. Általában csak videojátékozni és enni szeret. Tudja hogy Zim földönkívüli, de nem érdekli, ahogy testvére paranormális dolgok utáni kutatása sem. 
Membrane professzor
Dib és Gaz apja, a világ legokosabb embere. Nagyon kevés ideje van gyerekeire, viszont kedves és gondoskodó, habár fia paranormális kutatásait nem ismeri el. 

## Közvetítés
Magyarországon soha nem ment az Invader Zim, Amerikában viszont kultikus státuszt ért el. A sorozat két évadot és huszonhét epizódot ért meg. 2001. március 30-tól  2006. augusztus 19-ig sugározták a műsort.

## Kapcsolódó művek
2015-ben megkapta saját képregénysorozatát a műsor, 2017-ben pedig bejelentette a Nickelodeon, hogy tévéfilmet fog kapni: a Hódító Zim: Irány a fekete lyuk! 2019-ben jelent meg a Netflixen.